# Gastown
Gastown es un área de Vancouver, Columbia Británica, localizada entre Downtown y Downtown Eastside. Sus límites históricos han sido lo que hoy se conoce como Water Street, la vía férrea del Canadian Pacific Railway, Columbia Street, Hastings Street y Cambie Street. La mayor parte de Hastings Street no está incluida dentro de los límites oficiales actuales. El barrio recibe su nombre de “Gassy” Jack Deighton, el dueño de un bar establecido en la zona en 1867; la ciudad de Vancouver se desarrolló alrededor de esta taberna y del aserradero de Hastings Mill.
Gastown es una mezcla de la industria del turismo (generalmente restringida a Water Street), restaurantes, clubes nocturnos, pobreza y un estilo chic de construcción. Además, existen firmas legales, estudios de arquitectura y otros comercios y oficinas profesionales, así como también negocios de computadoras e Internet, galerías de arte, estudios de arte y música, y escuelas de teatro y cine.